# Ernst, Prinț de Saxa-Meiningen
Ernst, Prinț de Saxa-Meiningen (Ernst Bernhard Victor Georg, Prinz von Sachsen-Meiningen; 27 septembrie 1859 – 29 decembrie 1941) a fost șeful Casei de Saxa-Meiningen din 1928 până la moartea sa.

## Biografie
S-a născut la Meiningen, ca fiul cel mare și moștenitorul aparent al Ducelui Georg al II-lea de Saxa-Meiningen și a celei de-a doua soții, Feodora de Hohenlohe-Langenburg. Ernst a urmat o carieră militară și când s-a retras deținea gradul de colonel în cavaleria prusacă. A primit un doctorat onorific în filosofie de la Universitatea din Jena.
La München, la 20 septembrie 1892, Ernst s-a căsătorit morganatic cu  Katharina Jensen, fiica poetului Wilhelm Jensen. În ziua nunții, soția lui a fost numită baroneasă de Saalfeld de tatăl lui Ernst, Georg al II-lea. În ciuda căsătoria lui morganatice, Ernst și-a păstrat drepturile sale de succesiune asupra Ducatul de Saxa-Meiningen.
Când fratele său vitreg mai mare, ultimul duce care a domnit în Saxa-Meiningen, Bernhard al III-lea, a murit la 16 ianuarie 1928, Ernst i-a succedat la șefia casei ducale. Cum copiii lui s-au născut dintr-o căsătorie morganatică, el a fost succedat de nepotul său, Prințul Georg.